# Charles Coates (cầu thủ bóng đá)
Charles Coates (18 tháng 4 năm 1912 – 1991) là một cầu thủ bóng đá người Anh có 46 lần ra sân ở Football League thi đấu ở vị trí tiền đạo cánh trái cho Darlington trong thập niên 1930.